# Кованые пушки

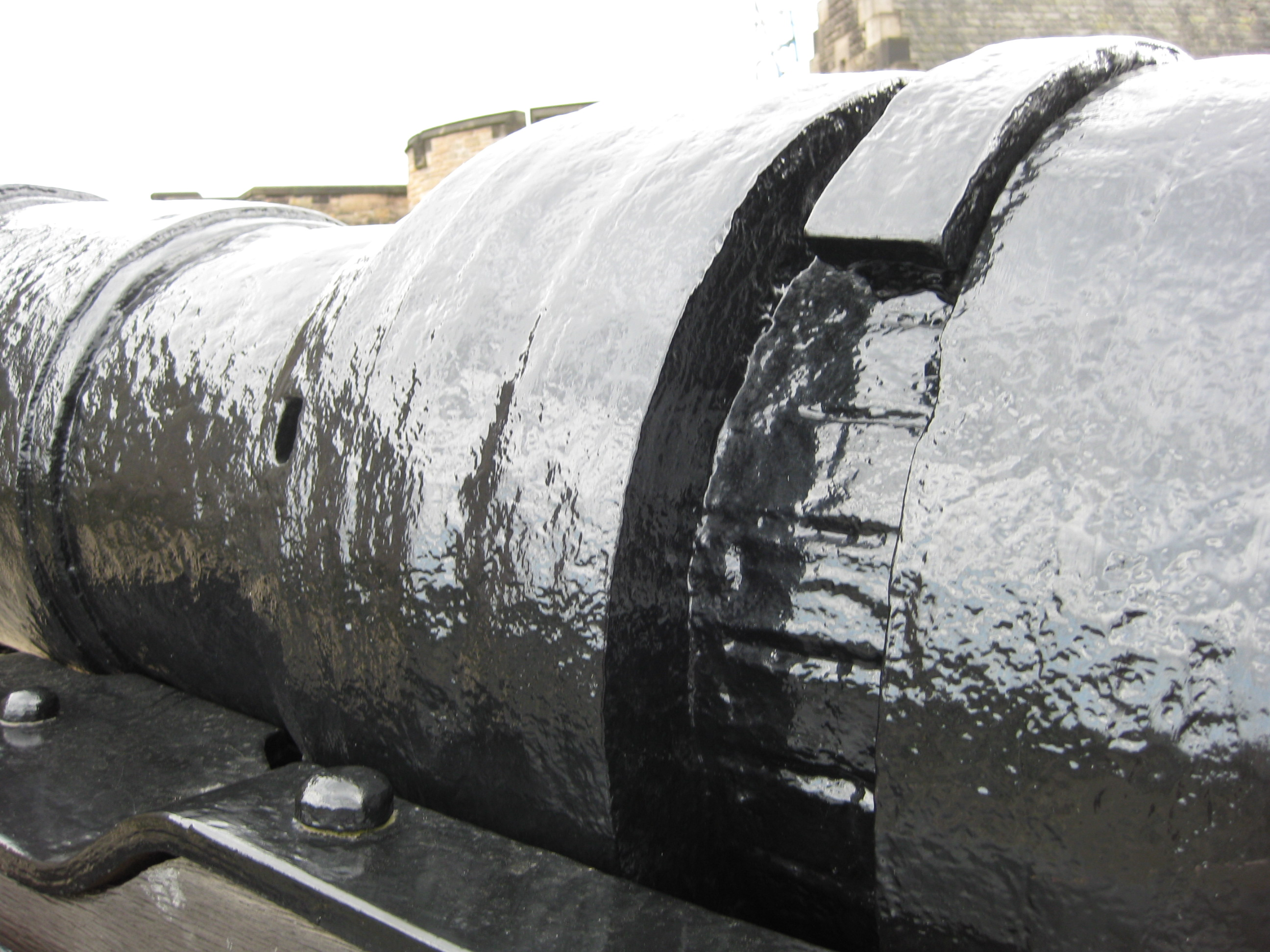
Разрыв на стволе пушки Mons Meg, изготовленной в 1447 году. Хорошо видна внутренняя структура ствола.

Кованые пушки (в русских летописях иногда именуются «тюфяками») — ранний тип артиллерийских орудий, изготовлявшихся из металлических кованых элементов.
В общем виде, технология изготовления подобных орудий выглядела следующим образом: продольные полосы металла соединялись вдоль вокруг деревянного сердечника, после чего скреплялись поперечными обручами. Затем деревянный сердечник выжигался. В условиях несовершенства литейного дела, подобная технология позволяла создавать мощные крупнокалиберные орудия. Учитывая использование каменных ядер и пороховой мякоти, подобные орудия были вполне состоятельны, как вид оружия. Однако кованые пушки имели множество недостатков, среди которых главными являлись общая сложность и дороговизна производства таких орудий, а также их малая надёжность и склонность к разрыву швов при стрельбе.
Кованые пушки были распространены на заре развития артиллерии в XIV—XVI веках, после чего были вытеснены орудиями, изготовлявшимися методом литья. До наших дней дошло несколько экземпляров кованных орудий, среди которых наиболее известными можно считать тяжёлые бомбарды Pumhart von Steyr (Священная Римская империя, начало XV века), Dulle Griet (Священная римская империя, начало XV века) и Mons Meg (Бургундия, 1447 год).